# 風 (雑誌)
「風」（かぜ）と題する雑誌には以下のものがある。
1. 渡辺白泉が1937年に創刊した俳句同人誌。創刊の翌年「句と評論」と合併して「広場」となった。
2. 沢木欣一が1946年に創刊した俳句雑誌。以下で詳述。

「風」（かぜ）は、俳誌。1946年5月、金沢市より沢木欣一の発行で創刊。編集同人に中西舗土、黒田桜の園、原子公平など。創刊号で俳句における文芸性の確立を目指すとし、人間性の回復、新しい叙情の解放、時代と生活のいつわらざる表現などを目標に掲げた。3号から沢木欣一、中西舗土、黒田桜の園の共選となり、1951年3月より沢木の主宰誌となる。俳論なども多く載せ、1954年ころから盛んに議論された社会性俳句の推進において中心的役割を担った。1956年に発行所が東京都武蔵野市に移行。1965年より「俳句の固有性・独立性の確立」を主張し実作重視となる。沢木の死去により、2002年3月号（通巻631号）をもって終刊。

## 主な参加者
括弧内は各自の主宰誌。退会者なども含む。
- 飴山實
- 安東次男
- 右城暮石（「運河」）
- 金子兜太（「海程」）
- 栗田やすし
- 田島和生
- 中山純子
- 原子公平（「風涛」）
- 林徹（「雉」）
- 細見綾子
- 皆川盤水（「春耕」）